# Serrat del Molar
El Serrat del Molar és una serra situada al municipi de Perafita (Lluçanès), amb una elevació màxima de 711,3 metres.